# San Marcos La Laguna

San Marcos La Laguna é uma cidade da Guatemala do departamento de Sololá.